# 11747 Libbykamen
11747 Libbykamen este o planetă minoră (asteroid), cu un diametru de 5,911 km, din centura de asteroizi. A fost descoperită pe 13 iulie 1999 la Experimental Test Site⁠(d) de Lincoln Near-Earth Asteroid Research. 
Obiectul prezintă o orbită caracterizată de o semiaxă mare de 2,7909997 UAi, o excentricitate de 0,03, o înclinație de 2,69993 ° în raport cu ecliptica.